# جرعة مميتة
الجرعة المميتة  (يرمز لها اختصاراً LD من Lethal dose) في علم السموم عبارة عن تعبير لمدى قدرة جرعة من مادة ما أو أحد أنواع الإشعاع على القتل. هناك تفاوت في العادة بين الأجسام في مقدار الجرعة القاتلة، لذلك فإنها غالباً لا تعطى بشكل مطلق إنما بشكل نسبي، أي مقدار الجرعة لكل كيلوغرام من وزن الجسم.
عادةً ما يعبر عن الجرعة المميتة باستخدام تعبير الجرعة المميتة للنصف (أو الجرعة الوسطى المميتة LD-50)، وهي النقطة التي يكون عندها 50% من المادة المجرّبة المتعرّضة للمادة قد ماتت، ويعبّر عنها باستخدام وحدة مغ/كغ من وزن الجسم. أم بالنسبة للغازات والإيروسول، فإن التراكيز المميتة مغ/م3 أو ppm (جزء في المليون) هي التي تكون مستخدمة في تلك الأحوال، على الرغم من أنه يجب أخذ زمن التعرّض بعين الاعتبار.
كان أول استعمال لهذا المقياس من قبل الباحث البريطاني في علم الصيدلة John William Trevan جون وليام تريفان وذلك سنة 1927.

## الجرعة الوسطى المميتة (إل دي 50)
تُعرف الجرعة الوسطى المميتة، إل دي 50 (اختصار لمصطلح «الجرعة المميتة، 50%»)، أو إل سي 50 (التركيز المميت، 50%) أو إل سي تي 50 (التركيز وزمن التعرض المميتين) من السم أو الإشعاع أو العامل الممرض بأنها الجرعة المطلوبة لإماتة نصف أفراد العينة المختبَرة بعد زمن اختبار محدد. كثيرًا ما تُستخدم أرقام الجرعة الوسطى المميتة بمثابة مؤشر عام على السمية الحادة لمادة ما. يشير انخفاض الجرعة الوسطى المميتة إلى زيادة السمية.
أعد جيه. دبليو. تريفان الاختبار عام 1927. يُستخدم مصطلح «جرعة جزئية الإماتة» أحيانًا بالمعنى نفسه، لا سيما في الترجمات من نصوص غير إنجليزية، لكنه قد يشير أيضًا إلى جرعة قرب مميتة، لذلك لا يُستخدم عادةً لتجنب حدوث التباس. تُحدد الجرعة الوسطى المميتة من طريق الاختبارات على الحيوانات مثل فئران التجارب. وافقت إدارة الغذاء والدواء الأمريكية في عام 2011 على طرق بديلة لتحديد إل دي 50 عند اختبار مستحضرات البوتوكس التجميلية دون إجراء اختبارات على الحيوانات.
يقدم استقراء النتائج من مزارع الخلايا البشرية أفضل تقدير لقيم الجرعة المميتة عند البشر. يُذكر من أنماط قياس الجرعة المميتة استخدام حيوانات مثل الفئران أو الجرذان، والتحويل إلى جرعة لكل كيلوغرام من الكتلة الحيوية، والاستقراء وفق المعايير البشرية، علمًا أن درجة الخطأ عند استقراء قيم الجرعة المميتة عند الحيوانات كبيرة. تختلف بيولوجيا حيوانات المختبر في جوانب مهمة عن البيولوجيا البشرية، إذ تُعد أنسجة الفأر مثلًا أقل استجابة بنحو خمسين مرة من الأنسجة البشرية لسم عنكبوت سيدني مخروطي الشبكة. يُعقّد قانون مربع-مكعب أيضًا علاقات القياس المستخدمة. يبتعد الباحثون عن قياسات الجرعة المميتة المعتمدة على الحيوانات في بعض الحالات. بدأت إدارة الغذاء والدواء الأمريكية بالموافقة على أساليب إضافية غير حيوانية استجابةً لمخاوف الرفق بالحيوان.
يُعبر عادةً عن الجرعة الوسطى المميتة بأنها كتلة المادة المعطاة لكل وحدة كتلة من عينة الاختبار، بالميليغرام من المادة لكل كيلوغرام من كتلة الجسم، لكنها قد تأخذ واحدة نانوغرام (مناسب للبوتولينوم)، أو ميكروغرام، أو ميليغرام، أو غرام (مناسب للباراسيتامول) لكل كيلوغرام. يسمح ذكرها بهذه الطريقة بمقارنة السمية النسبية للمواد المختلفة، ومعايرة التباين في حجم الحيوانات المعرضة، مع أن السمية لا تتناسب دائمًا مع كتلة الجسم.
يفيد اختيار الجرعة الوسطى المميتة بنسبة 50% كمعيار لتجنب اللبس المحتمل عند إجراء قياسات الحدود القصوى، ويقلل كمية الاختبارات المطلوبة. على أي حال، يعني هذا أيضًا أن الجرعة الوسطى المميتة ليست الجرعة المميتة لجميع الأفراد؛ قد يموت البعض بجرعة أقل من ذلك بكثير، بينما ينجو البعض الآخر من جرعات أعلى بكثير. تُستخدم أحيانًا مقاييس مثل «إل دي 1» و«إل دي 99» (الجرعة المطلوبة لإماتة 1% أو 99% على التوالي من مجموعة الاختبار) لأغراض محددة.
تختلف الجرعة المميتة غالبًا اعتمادًا على طريقة الإعطاء؛ تقل سمية مواد عديدة عند إعطائها فمويًا مقارنة بالطريق الوريدي، ولذلك تكون أرقام إل دي 50 غالبًا موسومةً بنمط الإعطاء، مثل "LD50 i.v"، أي الجرعة الوسطية المميتة عند تطبيقها وريديًا.
تُستخدم قياسات ذات صلة مثل إل دي 50/30 وإل دي 50/60 للإشارة إلى جرعة مميتة عند 50% من السكان خلال 30 أو 60 يومًا على التوالي. تُستخدم هذه القياسات بصورة أكثر شيوعًا مع الإشعاع، إذ إن البقاء على قيد الحياة بعد 60 يومًا يعني عادةً الشفاء.

## اقرأ أيضاً
- جرعة مميتة للنصف